# Tashi Paljor (Sangye Nyenpa)
Sangyé Nyenpa Rinpoché
-
Tashi Paljor tibétain : བཀྲ་ཤིས་དཔལ་འབྱོར, Wylie : bkra shis dpal 'byor (1457-1519), est le 1er Sangyé Nyenpa Rinpoché, un important maître de la lignée karma-kagyu. 

## Biographie
À l'âge de six ans, il rencontra le 7e karmapa Chödrak Gyatso. De lui, il a reçu le nom de Tashi Paljor et à l'âge de huit ans, ses vœux de novice et plus tard l'ordination complète, et des instructions. Il étudia aussi sous la direction de Bengar Jampal Sangpo et Paljor Dondrup, le 1er Gyaltsab Rinpoché. 
Pendant sept ans, il a reçu du 7e karmapa la transmission complète des instructions de la lignée karma-kagyu. Le Karmapa lui a ensuite demandé de méditer pendant trois ans à Kampo Nenang, deux ans à Tsourphou, deux ans à Palpung et un an dans les montagnes de Tangla. Il passa cinq autres années à méditer dans l'isolement de l'île de Semodo sur le lac Namtso. Il devint l'enseignant racine du jeune 8e karmapa Mikyö Dorje. 
À l'âge de 43 ans, Tashi Paljor est resté dans sa ville natale de Denma (dan yul). Il résidait au dernier étage d'une maison de quatre étages, lorsqu'un grand tremblement de terre s'est produit, mais s'est échappé indemne.
Il est mort en 1519 à Karma Gön.
Selon Dilgo Khyentsé Rinpoché, la "base d'émanation" de Sangye Nyenpa Tashi Paljor est le futur Bouddha Maitreya. Il est également considéré comme une émanation du maître indien Jñānagarbha (en), l'un des professeurs de Marpa Lotsawa.
Il existe une statue en argent de Tashi Paljor conservée à Tsourphou, le siège du Karmapa au Tibet central, connue sous le nom de "la statue en argent [qui flottait] dans les airs" . Elle a été fabriquée par le 8e Karmapa et aurait flotté dans les airs pendant sept jours après sa consécration par le Karmapa. Elle contient des cheveux, des fragments d'os, des morceaux de vêtements et des reliques de Sangye Nyenpa Tashi Paljor. On dit qu'elle possède de grandes bénédictions et de puissants pouvoirs. Tenga Rinpoché dit que souvent les rituels pour les malades sont exécutés devant cette statue. Durant la révolution culturelle, lors de la destruction de Tsourphou, la statue fut sauvée et enterrée sur la montagne derrière le monastère par un des moines de Tsurphu. Des décennies plus tard, après la reconstruction du monastère de Tsourphou, le même moine chercha et retrouva la statue. Elle est maintenant à Tsourphou dans un grand reliquaire en argent, et est l’une des plus précieuses reliques de la lignée karma-kagyu.